# Salmo marmoratus
Salmo marmoratus är en fiskart som beskrevs av Cuvier 1829. Salmo marmoratus ingår i släktet Salmo och familjen laxfiskar. IUCN kategoriserar arten globalt som livskraftig. Inga underarter finns listade i Catalogue of Life.